# Phyllocycla viridipleuris
Phyllocycla viridipleuris – gatunek ważki z rodziny gadziogłówkowatych (Gomphidae). Występuje na terenie Ameryki Południowej.